# 楊士機
楊士機，江南娄县人，清朝政治人物。进士出身。
乾隆三十六年（1771年），擔任清朝廣州府新安縣知縣。后由曾璞接任。